# Сатмарский мир

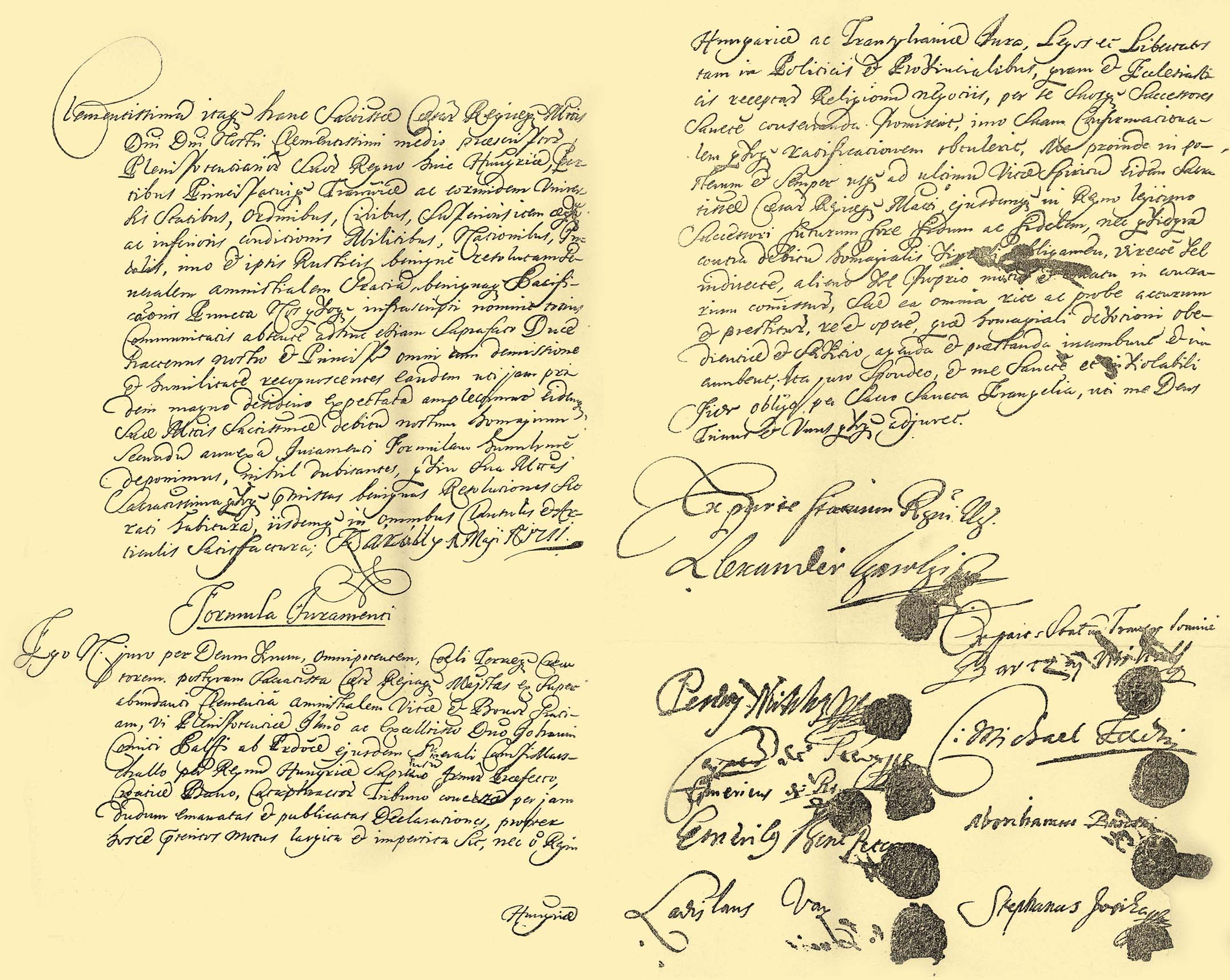
Документ о Сатмарском мире

Сатмарский мир  (венг. Szatmári béke, нем. Friede von Sathmar) — договор о прекращении антигабсбургского восстания во главе с Ференцем II Ракоци, заключённый 1 мая 1711 года в городе Сатмаре между главнокомандующим войск куруцев графом Шандором Каройи и фельдмаршалом Габсбургской монархии Яношем Пальфи.
В 1708 году войска повстанцев потерпели решительное поражение в сражении при Тренчине. Поскольку конфликт продолжал тлеть, председатель Гофкригсрата принц Евгений Савойский назначил верного двору венгра, фельдмаршала Яноша Пальфи, главным переговорщиком. В ноябре 1710 года Пальфи вступил в контакт с военачальником куруцев Шандором Каройи и 13 января 1711 года заключил перемирие.
Пальфи и Ракоци встретились в Вайе 31 января 1711 года, однако Ракоци отклонил предложенные условия мира. 21 февраля 1711 года он отправился в Польшу просить поддержки у русского царя Петра, участвовавшего в Северной войне. Ракоци назначил Шандора Каройи главнокомандующим крепостями, оставшимися под контролем куруцев, и прямо запретил любые дальнейшие мирные переговоры. Каройи проигнорировал приказ и созвал собрание повстанцев в Сатмаре, которое 4 апреля приняло решение о предварительных условиях мира и приказало прекратить огонь.
17 апреля 1711 года умер император Габсбургов Иосиф I, и ему наследовал его брат Карл VI, который был жизненно заинтересован в прекращении военных действий, чтобы получить корону Венгрии. Его посланники прибыли в Сатмар, и вскоре фельдмаршал Янош Пальфи и Шандор Каройи достигли соглашения. Когда Ракоци узнал, что произошло в его отсутствие, лидер повстанцев пришел в ярость, отказался от любых уступок и остался в Польше.
Договор был официально подписан 1 мая 1711 года Пальфи, Каройи вместе с многочисленными имперскими, венгерскими, куруцкими и трансильванскими делегатами. По условиям соглашения император Карл пообещал сохранить целостность и автономию территорий Венгрии и Трансильвании. Более того, соглашение предоставляло всеобщую амнистию повстанцам.
Сатмарским миром завершилась серия антигабсбургских сословных восстаний. Венгерское дворянство благодаря этому миру отстояла свои привилегии, а Габсбурги укрепили свои суверенные права на венгерский престол.